# Шарговська Олена В'ячеславівна
Оле́на В'ячесла́вівна Шарго́вська (позивний «Джейн») (нар. в м. Київ) — українська військова парамедикиня, членкиня Жіночого ветеранського руху і «Госпітальєрів», волонтерка, перекладачка, журналістка і літературознавиця, одна з редакторок видань «Ukraїner», «Освіторія» і «Новинарня».

## Життєпис

### Цивільне життя
Уродженка Києва. У цивільному житті працювала журналісткою та у сфері SMM, а також літературною редакторкою для видань Українського інституту національної пам'яті.

### Доба гібридної агресії Росії проти України
З 2014 року шукала своє місце в розпочатій Росією гібридній агресії проти України. З 2015 року — доброволиця Першого добровольчого мобільного шпиталю імені Миколи Пирогова та медичного батальйону «Госпітальєри» ДУК ПС.
Наприкінці 2015 року намагалась укласти контракт із ЗСУ, проте безуспішно. Головною перепоною для парамедикині став тимчасовий наказ МО України про заборону набору жінок у ЗСУ. Однак Шарговська й далі боролася за своє право повноцінно служити в ЗСУ, була серед організаторок «Маршу невидимого батальйону». Після скасування наказу 14 січня 2016 року, МО України з 15 січня дозволило брати на службу за контрактом українських жінок.
Попри перемогу мирної ініціативи не мала змоги скористатися програмою для військових парамедиків від НАТО, і «Джейн» полишила свою ініціативу. 
21 березня 2016 року звільнилася з посади головної спеціалістки відділу популяризаційної роботи Управління популяризаційно-просвітницької роботи Українського інституту національної пам'яті в Києві.
Згодом повернулась до активної публіцистики як фрилансерка.

### Участь у повномасштабній війні
Повномасштабне вторгнення Росії в Україну застала «Джейн» у Португалії. До 10 вересня 2022 року займалася переважно волонтерством за кордоном.
10 вересня 2022 року мобілізувалася до лав ЗСУ. На особистій сторінці Олени Шарговської вказано, що вона здійснювала службу на посаді санітарки-стрільчині в ЗСУ з вересня 2022 по серпень 2024 року в складі Інтернаціонального легіону територіальної оборони України.
15 вересня 2023 року в складі Жіночого ветеранського руху взяла участь в акції поблизу пам'ятника княгині Ользі в Києві з вимогою до Міністерства оборони України забезпечити жінок на фронті жіночими бронежилетами, зручною зимовою формою, касками, берцями малих розмірів та іншою жіночою амуніцією. Окрім висвітлення проблеми у ЗМІ, для привернення уваги «Джейн» і її посестра Юлія Кіріллова надягли на пам'ятник княгині Ользі бронежилет.